# セバーグ (映画)
『セバーグ』（Seberg）は2019年のアメリカ合衆国のスリラー映画。監督はベネディクト・アンドリューズ、主演はクリステン・スチュワートが務めた。
本作は日本国内で劇場公開されなかったが、スター・チャンネルでの放送とNetflixなどで配信されている。なお、前者は『セバーグ 〜素顔の彼女〜』という邦題を使用している。

## ストーリー
1960年代後半、女優のジーン・セバーグは公民権運動に共感し、各種運動組織に寄付を行った。その中には急進派のブラックパンサー党も含まれていた。また、セバーグはUS機構の創設者であるハキーム・ジャマルと不倫していた。その結果、セバーグはFBIから危険人物と目され、コインテルプロの適用対象になってしまった。度を超したFBIの監視によって、セバーグの神経は徐々にすり減っていった。
そんな折、セバーグは子供を授かったが、FBIはそれに乗じて「セバーグが妊娠した子供は夫（ロマン・ガリー）の子供ではなく、ブラックパンサー党の活動家の子供だ」というデマを流した。それが原因で、セバーグは精神的に回復不能な傷を負わされることになった。

## キャスト
※括弧内は日本語吹替。
- クリステン・スチュワート - ジーン・セバーグ（木下紗華）
- ジャック・オコンネル - ジャック・ソロモン（藤翔平）
- アンソニー・マッキー - ハキーム・ジャマル（英語版）（勝杏里）
- マーガレット・クアリー - リネット（川上彩）
- コルム・ミーニイ - フランク・エルロイ（楠見尚己）
- ザジー・ビーツ - ドロシー・ジャマル（種市桃子）
- ヴィンス・ヴォーン - カール・コワルスキー（花輪英司）
- イヴァン・アタル - ロマン・ガリー（丸山壮史）
- スティーヴン・ルート - ウォルト・ブレックマン
- コーネリアス・スミス・Jr（英語版） - レイ・ロバートソン
- ジェイド・ペティジョン（英語版） - ジェニー・コワルスキー
- サーダリウス・ブレイン（英語版） - ルイス
- ジェームズ・ジョーダン（英語版） - ロイ・マドウ

## 製作・音楽
2018年3月14日、ベネディクト・アンドリューズ監督の新作映画『Against All Enemies』にクリステン・スチュワート、ジャック・オコンネル、マーガレット・クアリー、アンソニー・マッキー、コルム・ミーニイが出演するとの報道があった。4月2日、ザジー・ビーツの出演が決まったと報じられた。5月9日、ヴィンス・ヴォーン、イヴァン・アタル、スティーヴン・ルートの起用が発表された。6月、コーネリアス・スミス・Jrとジェイド・ペティジョンの出演が決まった。7月25日、サーダリウス・ブレインがキャスト入りした。
2019年8月13日、ジェド・カーゼルが本作で使用される楽曲を手掛けることになったと報じられた。12月13日、ミュージック.フィルム・レコーディングスが本作のサウンドトラックを発売した。

## 公開・興行収入
2019年2月8日、アマゾン・スタジオズが本作の全米配給権を獲得したとの報道があった。7月25日、本作のタイトルが『Against All Enemies』から『Seberg』に変更された。8月30日、本作は第76回ヴェネツィア国際映画祭でプレミア上映された。9月7日には、第44回トロント国際映画祭での上映が行われた。11月14日、本作のオフィシャル・トレイラーが公開された。12月13日、本作は第92回アカデミー賞のノミネート資格を得るために一部の映画館で上映された。2020年2月21日、本作は全米3館で正式に封切られ、公開初週末に4万7180ドル（1館当たり1万5726ドル）を稼ぎ出し、週末興行収入ランキング初登場37位となった。

## 評価
批評家たちは本作全体の出来映えを凡庸と評する一方で、クリステン・スチュワートの演技は高く評価している。映画批評集積サイトのRotten Tomatoesには136件のレビューがあり、批評家支持率は36%、平均点は10点満点で5.5点となっている。サイト側による批評家の見解の要約は「ジーン・セバーグの実話自体は魅力的なものだが、『セバーグ』はその上っ面を撫でるばかりの作品である。これはセバーグ本人に対してだけではなく、クリステン・スチュワートの名演に対しても不誠実な態度であると言える。」となっている。また、Metacriticには28件のレビューがあり、加重平均値は54/100となっている。